# Studnia Kuturniańska
Studnia Kuturniańska – jaskinia w Dolinie Kościeliskiej w Tatrach Zachodnich. Ma dwa otwory wejściowe położone w Wąwozie Kraków, w ścianie Wysokiego Grzbietu, na wysokościach 1790 i 1795 m n.p.m. Długość jaskini wynosi 12 metrów, a jej deniwelacja 10 metrów.

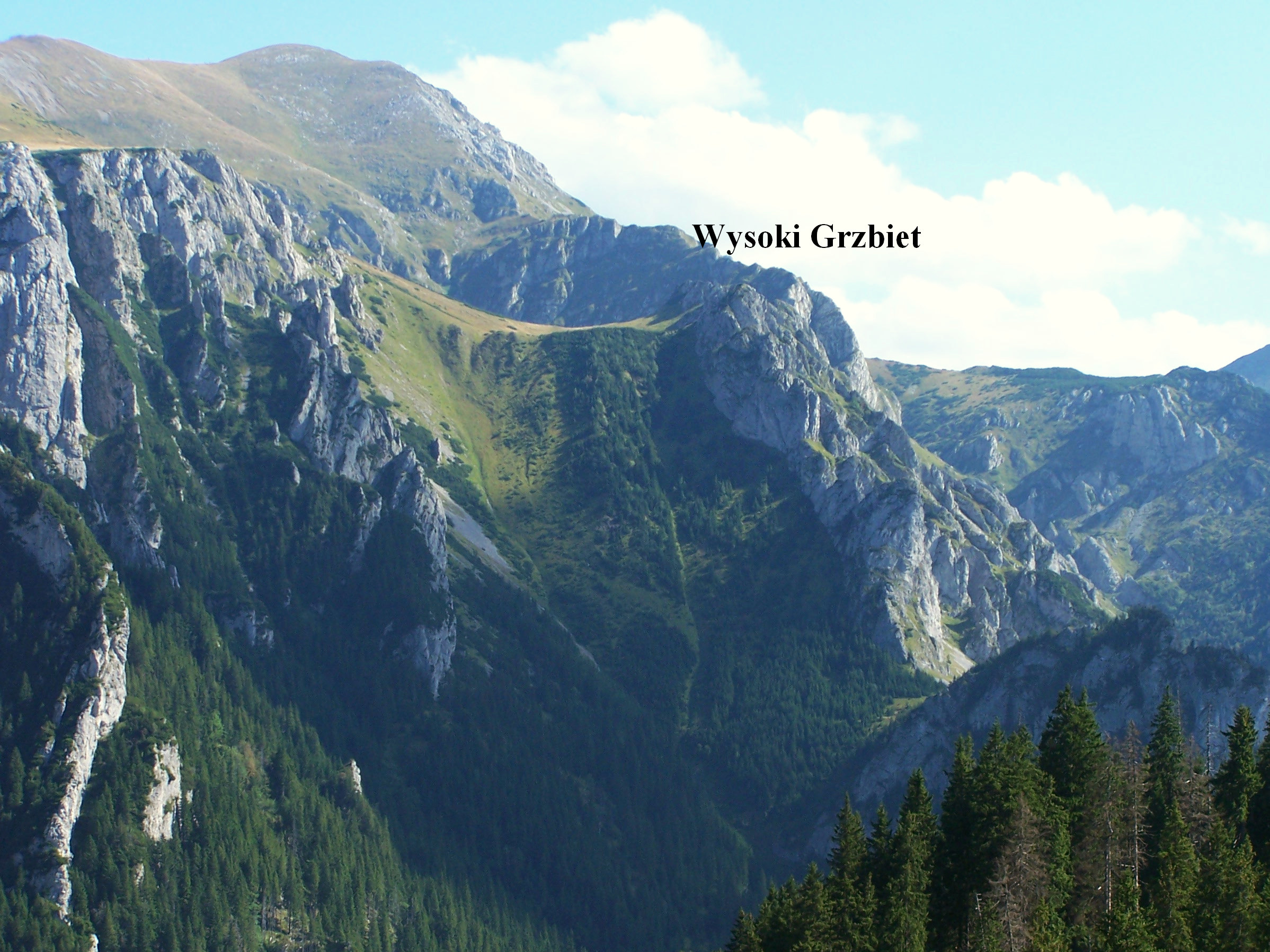
Wysoki Grzbiet

## Opis jaskini
Główną częścią jaskini jest 5-metrowa studnia zaczynająca się w niewielkim otworze dolnym. Z jej dna odchodzi 10-metrowy komin prowadzący do otworu górnego.

## Przyroda
W jaskini brak jest nacieków. Ściany są suche.

## Historia odkryć
Jaskinię odkryli w czerwcu 1979 roku M. Napierała, S. Juziuk i R. Szymków ze Speleoklubu Katowice. Wysoki Grzbiet nosił dawniej nazwę Ku Turni stąd nazwa jaskini.